# Чантхабурі
Чантхабурі (тай. เทศบาลเมืองจันทบุรี) — місто у Східному Таїланді, адміністративний центр однойменної провінції.

## Географія
Чантхабурі розташований у центрально-східній частині Таїланду неподалік від північного узбережжя Сіамської затоки.

### Клімат
Місто знаходиться у зоні, котра характеризується мусонним кліматом. Найтепліший місяць — квітень із середньою температурою 28.3 °C (83 °F). Найхолодніший місяць — грудень, із середньою температурою 25 °С (77 °F).
| Клімат Чантхабурі       | Клімат Чантхабурі | Клімат Чантхабурі | Клімат Чантхабурі | Клімат Чантхабурі | Клімат Чантхабурі | Клімат Чантхабурі | Клімат Чантхабурі | Клімат Чантхабурі | Клімат Чантхабурі | Клімат Чантхабурі | Клімат Чантхабурі | Клімат Чантхабурі | Клімат Чантхабурі |
| Показник                | Січ.              | Лют.              | Бер.              | Квіт.             | Трав.             | Черв.             | Лип.              | Серп.             | Вер.              | Жовт.             | Лист.             | Груд.             | Рік               |
| Абсолютний максимум, °C | 37                | 37                | 37                | 38                | 40                | 37                | 35                | 33                | 35                | 35                | 36                | 36                | 40                |
| Середній максимум, °C   | 32                | 33                | 33                | 33                | 32                | 31                | 30                | 30                | 30                | 31                | 31                | 31                | 32                |
| Середня температура, °C | 25                | 27                | 27                | 28                | 27                | 27                | 26                | 26                | 26                | 26                | 26                | 25                | 27                |
| Середній мінімум, °C    | 19                | 21                | 22                | 23                | 23                | 24                | 23                | 23                | 23                | 22                | 21                | 19                | 22                |
| Абсолютний мінімум, °C  | 11                | 15                | 15                | 18                | 20                | 21                | 21                | 18                | 20                | 16                | 10                | 8                 | 8                 |
| Норма опадів, мм        | 20                | 30                | 60                | 120               | 310               | 490               | 490               | 450               | 490               | 250               | 70                | 10                | 2820              |
| Вологість повітря, %    | 71                | 75                | 78                | 80                | 85                | 86                | 86                | 87                | 88                | 84                | 77                | 71                | 81                |
| ----------------------- | ----------------- | ----------------- | ----------------- | ----------------- | ----------------- | ----------------- | ----------------- | ----------------- | ----------------- | ----------------- | ----------------- | ----------------- | ----------------- |
| Джерело: Weatherbase    |                   |                   |                   |                   |                   |                   |                   |                   |                   |                   |                   |                   |                   |